# 尼子敬久
尼子 敬久（あまご たかひさ）は、戦国時代の武将。尼子氏の家臣。

## 生涯
尼子国久の三男として誕生。
新宮党の一員として父や兄に従い各地を転戦、天文9年（1540年）の吉田郡山城の戦いにも参加したが、敗走している。天文13年（1544年）には新宮党の主力として備後国に侵攻。三吉広隆が籠城する比叡尾山城を攻撃、来援した毛利軍を撃破した（布野崩れ）。
しかし、新宮党の勇猛さと傲慢さが当主・尼子晴久の不興を買う。また、新宮党内部でも傲慢な振る舞いを続ける誠久と敬久には距離があり、敬久と誠久の子・氏久とも確執があった。敬久の姉妹で晴久の正室が死去すると、晴久は新宮党の粛清を決意し、父・国久は登城中に殺害され、その他の者は居館を襲撃され滅ぼされた。新宮党壊滅の翌日に敬久は自害した。慶長15年（1610年）まで生き延びたという記述もある。